# Bilal Bosnić
Husein Bilal Bosnić (né en 1972) est un salafiste bosniaque.  Il est connu pour avoir recruté des djihadistes en Europe.
Il est né Husein Bosnić à Bužim, dans le nord-ouest de la Bosnie, en 1972, et a adopté Bilal comme surnom. Lorsqu'il était jeune, il a déménagé avec ses parents en Allemagne. Il est retourné en Bosnie-Herzégovine pendant la guerre en 1992 et a d'abord rejoint les volontaires étrangers, puis a été incorporé au détachement de la 7e brigade musulmane de l'armée de la République de Bosnie-Herzégovine.  Après la guerre, Bosnić est devenu membre de la Jeunesse islamique active   et est devenu l'un des principaux leaders idéologiques de l'extrémisme islamique dans la région de l'ex -Yougoslavie 
Il a commencé à attirer l’attention des médias en faisant des déclarations controversées lors d’apparitions publiques. Dans un de ses nachid écrits en juillet 2011, il écrit « avec des explosifs sur nos poitrines, nous ouvrons la voie au paradis » et loue « le beau djihad qui s'est élevé sur la Bosnie », tout en souhaitant que « si Dieu le veut, l'Amérique soit détruite jusqu'à ses fondations ».  
Il a fait des déclarations controversées lors des khutbahs (sermons du vendredi). Dans l'une d'elles, réalisée en mai 2007, il soutenait Oussama ben Laden, le qualifiant de « shahid » (martyr), ajoutant qu'« il restera toujours en vie car il est mort sur le chemin d'Allah ». Dans un autre sermon prononcé en février 2013, il a appelé les Croates et les Serbes à payer un impôt religieux. Dans ses différents khutbas, il a également prôné la « victoire de l’islam », encourageant la guerre et l’effusion de sang. De plus, en 2012, il a appelé d’autres musulmans à rejoindre le djihad et à défendre l’islam, ce pour quoi il a été brièvement arrêté puis rapidement libéré.
En avril 2013, il a fait l'objet d'une enquête de police pour polygamie. Bosnić a vécu pendant des années avec ses quatre épouses dans la même maison[pertinence contestée]. Bosnić a fait l'objet de critiques de la part des organisations non gouvernementales spécialisées dans la protection des droits des femmes. Cependant, il n'a pas été poursuivi parce qu'il n'est marié qu'avec l'une d'entre elles,. Dans un sermon en septembre 2013, Bosnić a affirmé que tout « de Prijedor au Sandžak » appartient aux musulmans.  Bosnić est connu[Pour qui ?] pour avoir recruter des musulmans européens pour l’EIIL. Dans l’un de ses prêches en août 2014, il a appelé les hommes à défendre l’EIIL. Bien que sa « khutba » soit apparue sur YouTube, Bosnić a nié avoir jamais dit cela.
Le journal italien Corriere della Sera a rapporté que Bosnić avait revendiqué son implication dans le recrutement de certains des 50 Italiens du nord de l'Italie qui ont rejoint l'État islamique. Le Huffington Post Italie a rapporté que Bosnić avait déclaré à La Repubblica que le journaliste américain James Foley, décapité par l'EI en août 2014, « était un espion » et avait qualifié son meurtre de « justifié »  Il a déclaré au journal italien que « [nous], musulmans, croyons qu'un jour le monde entier sera un État islamique. Notre objectif est de faire en sorte que même le Vatican soit musulman. Peut-être que je ne pourrai pas le voir, mais ce moment viendra ». Selon ces rapports, le Vatican a nié l'existence de menaces à la sécurité, tandis que la police italienne a enquêté et interrogé Bosnić sur des allégations d'implication dans le recrutement mais n'a jamais procédé à son arrestation, aucune accusation criminelle n'ayant été déposée non plus.
Pour tentative de recrutement et de promotion du terrorisme, il a été arrêté par l' Agence d'enquête et de protection de l'État (SIPA) de Bosnie-Herzégovine le 3 septembre 2014, avec 15 autres personnes dans le cadre de l'opération baptisée « Damas ». Avant son arrestation, Bosnić était en tournée en Scandinavie et aurait reçu 100 000 marks d'un citoyen koweïtien non identifié. Bosnić a d'abord été condamné à une peine de détention d'un mois, qui a été prolongée de deux mois supplémentaires le 3 octobre. Finalement, sa détention a été prolongée de deux ans en raison de la possibilité qu'il influence les témoins. La veille, la Cour de Bosnie-Herzégovine avait confirmé l'accusation portée contre lui, selon laquelle, en 2013 et 2014, en tant que membre de la communauté salafiste, il avait publiquement incité d'autres personnes à rejoindre des organisations terroristes. L'accusation a également déclaré qu'en raison de son incitation, un certain nombre de citoyens de Bosnie-Herzégovine, qui étaient membres de la communauté salafiste, ont quitté le pays et ont rejoint l'État islamique. Le 5 novembre 2015, Bosnić a été condamné à sept ans de prison pour incitation publique à des activités terroristes, recrutement de terroristes et organisation d’un groupe terroriste. En septembre 2021, il a été libéré de prison.